# Ouidah
Ouidah (franska: Juida, portugisiska: Ajudá) är en kustnära stad och kommun i södra Benin, och är den administrativa huvudorten för departementet Atlantique. Staden hade en beräknad folkmängd av 46 081 invånare 2006, med totalt 93 709 invånare i hela kommunen på en yta av 364 kvadratkilometer. Ouidah grundades av portugiserna 1580. Staden blev ett centrum för slavhandeln och portugiserna, engelsmännen, fransmännen och danskarna byggde fort i staden. Det portugisiska fortet São João Baptista de Ajudá är numera ett museum.

## Historia
När européer började komma till Beninbukten 1500-talet var Ouidah en liten by som kallades Gléwé. Invånarna levde på jordbruk, jakt och fiske. Mot slutet av 1600-talet började européer köpa slavar från Gléwé.

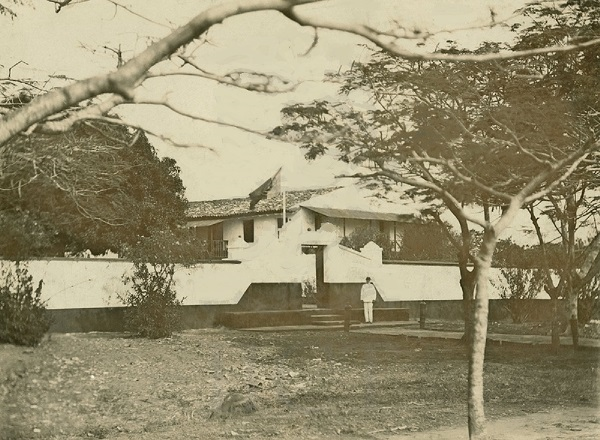
São João Baptista de Ajudá, 1917

Portugiserna ockuperade kusten från 1580 och började bygga fortet São João Baptista de Ajudá (Johannes döparen av Ouidah) och invigde fortet och en handelsstation 1721.
År 1727 anlände det engelska slavskeppet Whydah Gally för att köpa 500 slavar av kungen i Gléwé. Samtidigt anföll krigare från Dahomey, brände ner staden, dödade många sjöman och tog alla svarta tillfånga.
Kung Agaja av Dahomey tillät bara portugisiska portugisiska handelsmän att köpa slavar. Hans krigare gjorde räder in i landet och tog krigsfångar. Fångarna samlades i fållor, kedjades fast och fick marschera ner till Ouidah. Där fick de gå igenom ”Porten utan återvändo” och in i fortet och vänta tills ett slavskepp anlände. Kungariket Dahomey blev mycket rikt och stöd på höjden av välstånd 1727.
På 1810-talet anlände den brasilianska handelsmannen Francisco Félix de Souza till Dahomey och bosatte sig i Ouidah. Vid en statskupp i Dahomey 1818 deltog de Souza med soldater och vapen och Ghezo blev kung av Dahomey. Kungen döpte de Sousa till Chacha och utnämnde honom till minister för att sköta slavhandel.

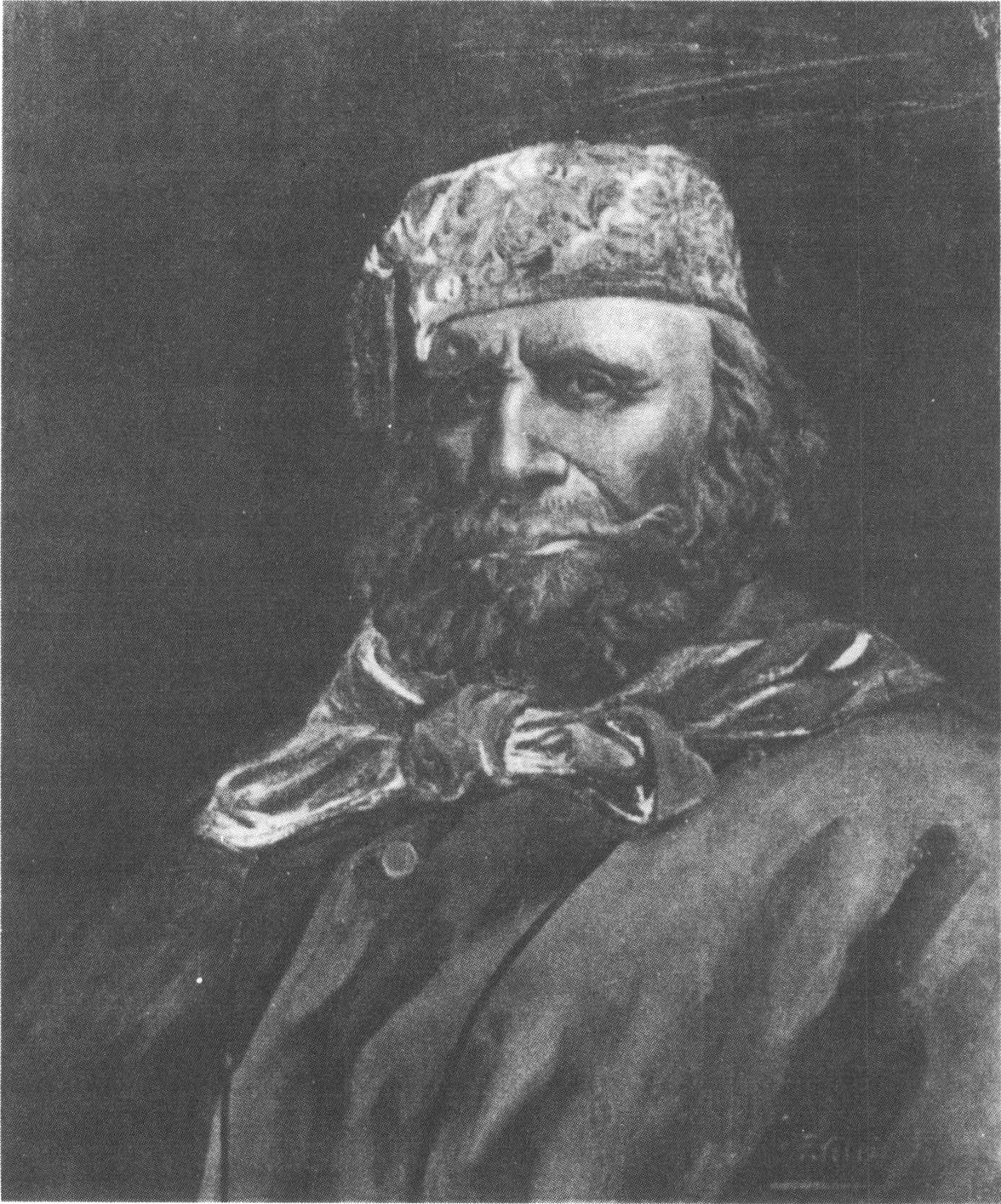
Francisco Félix de Souza
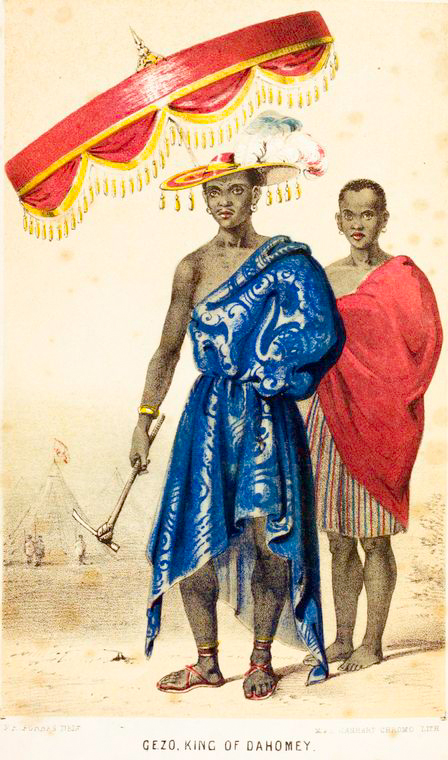
Gezo (2)
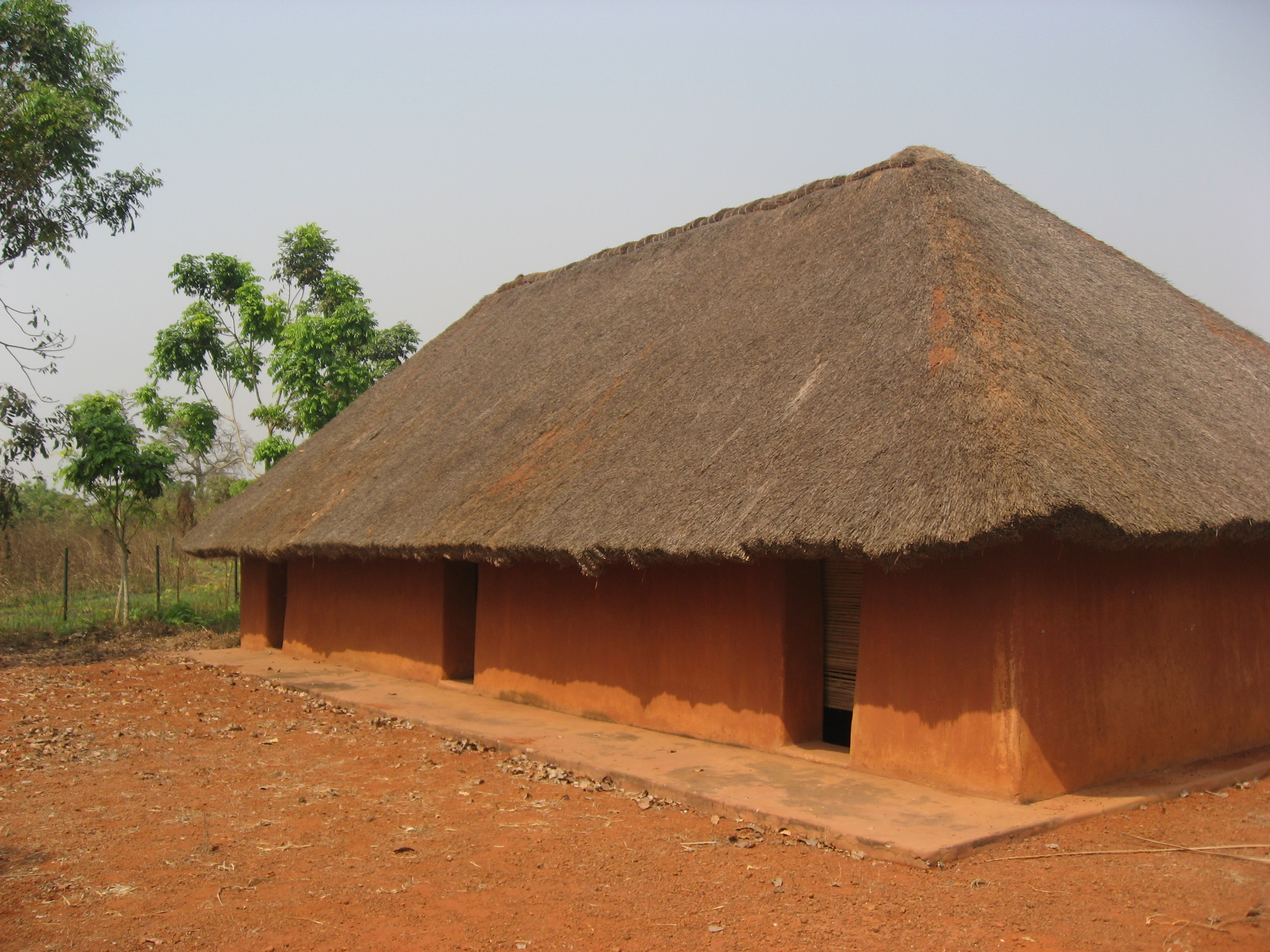
Kungliga palatset i Abomey

Från mitten av 1800-talet började flera europeiska länder och USA förbjuda slaveri och slavhandel och den transatlantiska slavhandeln upphörde.
Exporten av slavar från Ouidah upphörde mot slutet av århundradet och ersattes av export av palmolja. Sammanlagt exporterade Ouidah närmare en miljon afrikanska slavar till Nord- och Sydamerika. Endast Luanda i Angola exporterade lika många slavar.
Dahomey koloniserades av Frankrike 1902 och kallades Republiken Dahomey och blev självständigt 1961.

## Geografi
Kusten vid Quidah består en lång sandstrand med träsk och insjöar innanför. 
Klimatet är varmt med två regnperioder, april-juli och oktober-november. Däremellan övervägande torrperioder.
Ouidahs kommun är indelat i tio arrondissement: Avlékété, Djégbadji, Gakpè, Ouakpé-Daho, Ouidah I, Ouidah II, Ouidah III, Ouidah IV, Pahou och Savi.

## Religion
Ouidah centrum för Benins Voodoo-religion och förmodligen ursprunget i Afrika. Med slavar fördes religionen till Västindien.
I staden ligger också ”Ormtemplet” med överstepräst och heliga pytonormar.